# Kiyoshi Saito
Kiyoshi Saito (斉藤 紀由 Saito Kiyoshi?), född 11 oktober 1982 i Miyagi prefektur, är en japansk före detta fotbollsspelare.
Saito började sin karriär 2005 i Arte Takasaki. 2006 flyttade han till Rosso Kumamoto (Roasso Kumamoto). Han avslutade karriären 2008.